# Astrodon
Az Astrodon (jelentése „csillagfog” a latin astrum „csillag” és az ógörög odon, odontos „fog” szavak összetételéből) a Brachiosaurus rokonságába tartozó nagy növényevő dinoszauruszok egyik neme, amely a mai Egyesült Államok keleti részén élt a késő kréta korban. A maradványait megőrző Arundel-formáció korát palinomorfia segítségével 112 millió évvel ezelőttre, az apti–albai korszakok határának idejére datálták. A felnőtt állatok a becslés szerint 9 méter magasak és 15–18 méter hosszúak voltak.

## Felfedezés és fajok

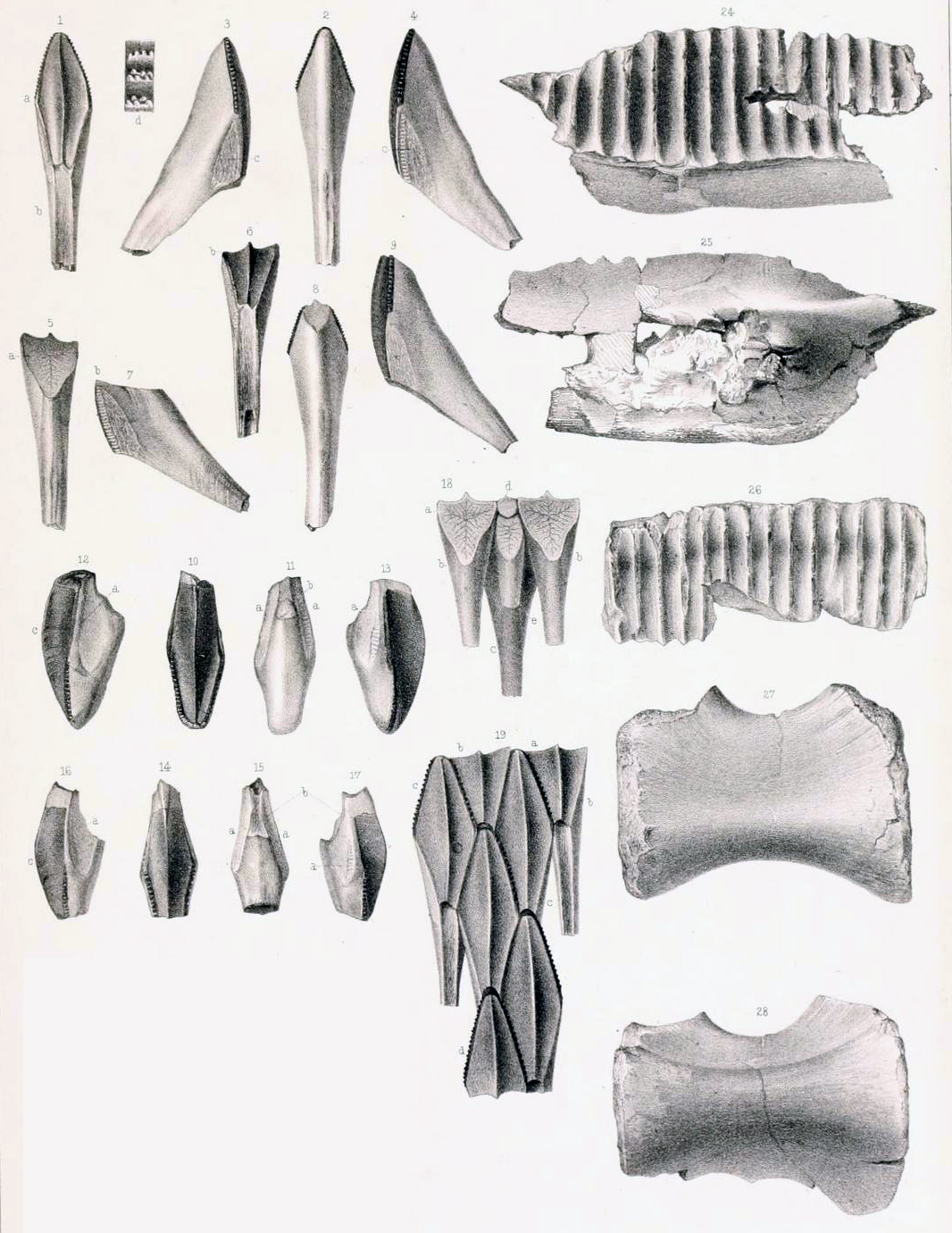
A XIII-as tábla a Cretaceous Reptiles of the United States (Az Egyesült Államok kréta időszaki hüllői) című műből, melynek bal alsó sarkában láthatók az Astrodon fogai

Az Arundel-formációban, a marylandi Bladensburg közelében két fogat fedeztek fel, amiket Christopher Johnston 1859-ben Astrodonnak nevezett el. Johnston azonban nem adott meg fajnevet, ezért Joseph Leidy 1865-ben az Astrodon johnstoni nevet adta a (típusfaj) számára. Ha Johnston megadott volna fajnevet is, akkor ez lett volna a második azonosított dinoszaurusz az Egyesült Államokban.
Az Arundel-formációban a marylandi Muirkirk közelében talált megkövült csontok Othniel Charles Marshtól 1888-ban a Pleurocoelus nanus és a P. altus neveket kapták. 1921-ben viszont Charles W. Gilmore kijelentette, hogy az Astrodon név elsőbbséget élvez, amit Carpenter és Tidwell a nemről (2005-ben) készült átfogó leírásukban elfogadtak. Érdekes módon az Astrodon csontjainak többsége fiatal egyedektől származik.
Az Astrodont néha a Pleurocoelus szinonimájának tekintik, de a döntés azon múlik, hogy melyik nevet tekintik helyesnek. Carpenter és Tidwell ugyanis úgy ítélte meg, hogy a Marsh által elnevezett nanus és altus az Astrodon johnsoni különböző növekedési állapotai.

## Popkulturális hatás
1998-ban az Astrodon johnstonit Maryland állam dinoszauruszává nevezték ki. Emellett az állat szerepel Robert T. Bakker Raptor Red című regényében, ahol a Utahraptor zsákmányaként tűnik fel.

## Fordítás
- Ez a szócikk részben vagy egészben az Astrodon című angol Wikipédia-szócikk ezen változatának fordításán alapul.  Az eredeti cikk szerkesztőit annak laptörténete sorolja fel. Ez a jelzés csupán a megfogalmazás eredetét és a szerzői jogokat jelzi, nem szolgál a cikkben szereplő információk forrásmegjelöléseként.